# Miniera di Garzweiler

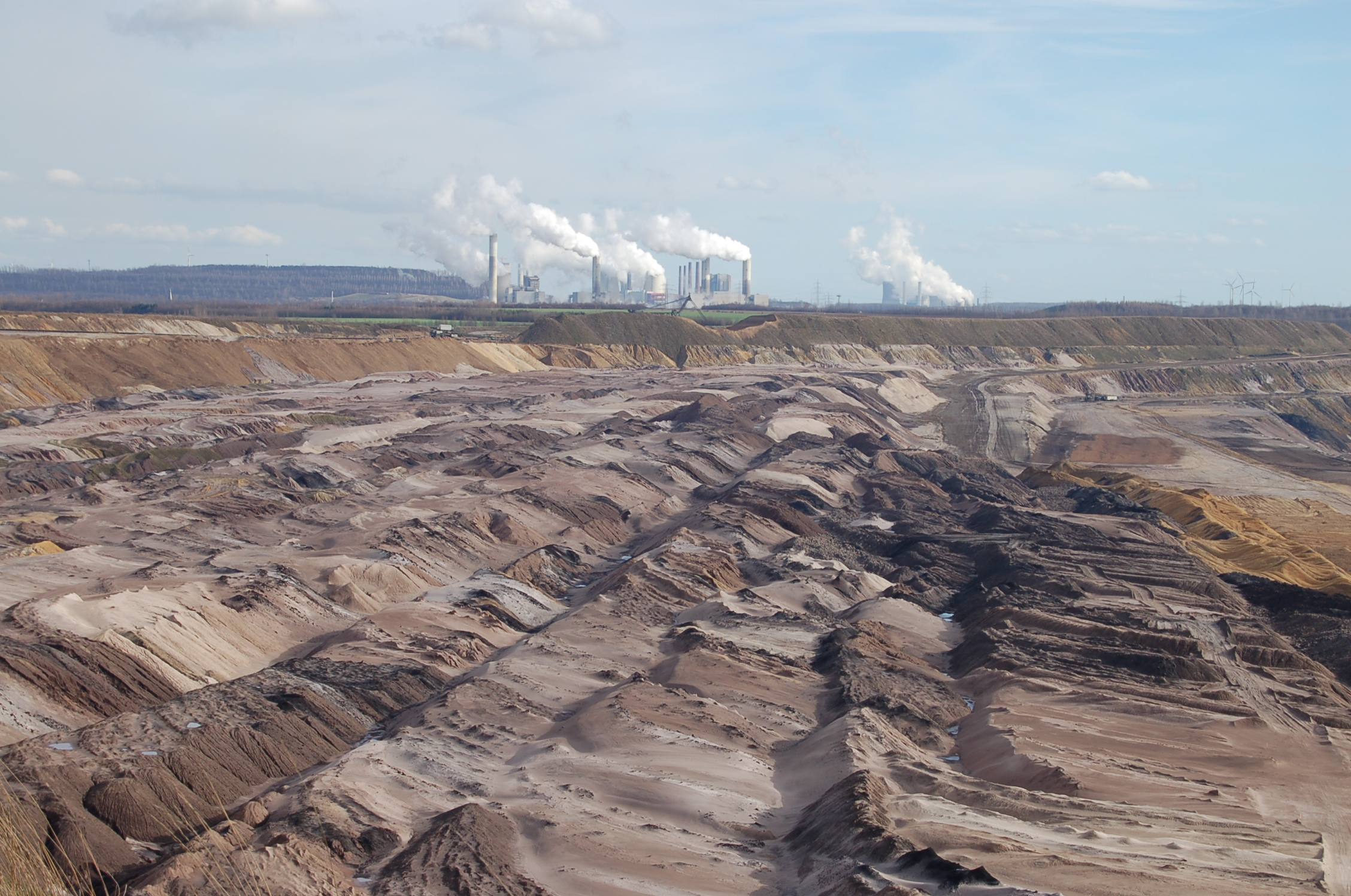
Vista della miniera

La Miniera di Garzweiler (in tedesco: Tagebau Garzweiler) è una miniera di superficie situata nello stato tedesco del Nord Reno-Westfalia, tra le più grandi del suo genere presenti in Germania.

Panoramica della miniera

Gestito dalla RWE e utilizzato per l'estrazione di lignite, la miniera occupa un'area di 48 km² e prende il nome dal villaggio di Garzweiler, che sorgeva in precedenza nei pressi del sito minerario. La comunità che abitava in tale villaggio, è stata trasferita a Jüchen.

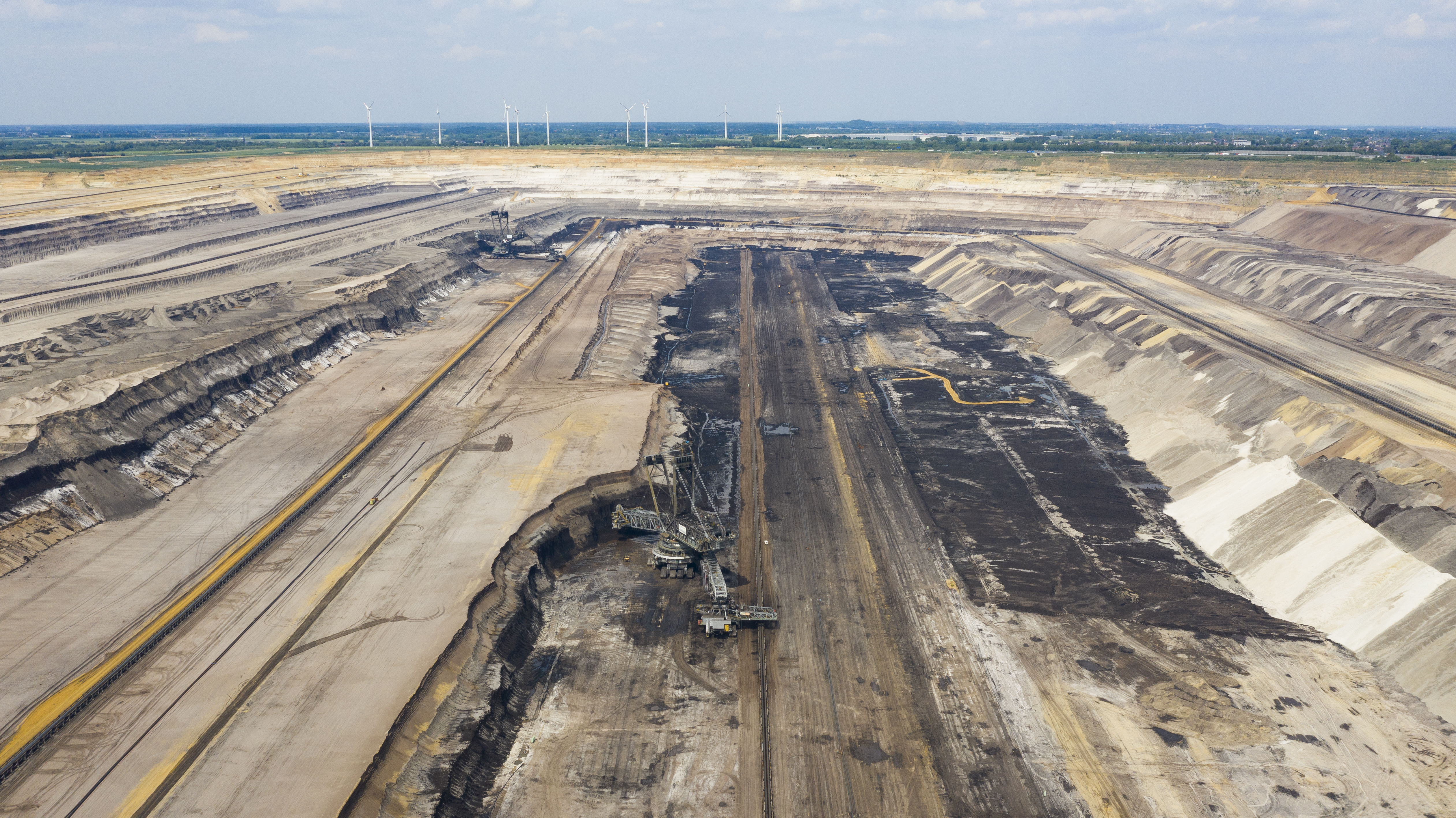
Vista aerea della miniera

L'estrazione mineraria era originariamente limitata alla sola area denominata Garzweiler I, situata a est dell'autostrada A 44. L'estrazione mineraria è stata poi spostata nell'area di Garzweiler II, con una superficie pari a 48 km², ed è iniziata nel 2006. La lignite viene utilizzata per la produzione di energia elettrica nelle vicine centrali elettriche di Neurath e Niederaußem.